# Derde Tsjecho-Slowaakse Republiek
De Derde Tsjecho-Slowaakse Republiek (ČSR) bestond van 5 april 1945 tot 9 mei 1948. Hij eindigde door de Praagse Coup, die een nieuwe grondwet met zich meebracht. Hoewel de naam van het land ongewijzigd bleef ("derde" is een officieuze toevoeging door historici), wordt de Tsjecho-Slowaakse Republiek (1948-1960) doorgaans als een afzonderlijke entiteit beschouwd. 

## Geschiedenis
Direct na de Tweede Wereldoorlog werd uit de gebieden van de Eerste Slowaakse Republiek, het Protectoraat Bohemen en Moravië, delen van het  Duitse Rijk en het koninkrijk Hongarije het land weer samengesteld tot één geheel en de vroegere regering kwam terug uit ballingschap. In 1945 werd de Oblast Zakarpattia overgedragen aan de Oekraïense Socialistische Sovjetrepubliek.
Tsjecho-Slowakije werd weer een parlementaire democratie, met dien verstande dat de ruim 3 miljoen etnische Duitsers, die binnen Tsjecho-Slowakije bijna een kwart van de bevolking uitmaakten, met geweld werden verdreven en onteigend. Ook werden tienduizenden etnische Hongaren, die vooral in het zuiden van Slowakije woonden, het land uitgezet. Aan de andere kant ontstond door de verdrijving van Duitsers een tekort aan arbeidskrachten in Tsjechië, dat deels werd opgelost door Hongaren als dwangarbeider in te zetten. Subkarpatisch Roethenië, dat tot het vooroorlogse Tsjecho-Slowakije had behoord, werd in 1946 door de Sovjet-Unie de facto en in 1948 definitief ingelijfd.
Bij de verkiezingen van 1946 werd de Communistische Partij het grootst in Tsjechië, terwijl de Democratische Partij in Slowakije het grootst werd. In februari 1948 grepen de communisten de macht in het land.